# Гиг IV д’Альбон
Гиг IV д’Альбон по прозвищу Дофин (дельфин) (фр. Guigues IV d’Albon, dit Dauphin; 1090/1100 — 1142, Ля Бюисьер) — граф д’Альбон с 1125 года. Также был графом Гренобля, где делил власть с епископом города. Сын Гига III и его жены Матильды.

## Биография
Гиг IV был первым из рода Альбон, кто принял имя Дофин (Guigo Delphinus). Впервые он упоминается с этим именем в 1122 году, ещё до того, как наследовал отцу.
Владения графов Альбон и графов Савойи перемежались между собой, и нельзя было установить точную пограничную линию. Савойские фьефы Рив, Вуарон и Сен-Лоран-дю-Пон находились совсем близко от Гренобля — владения Гига IV.
Рано или поздно это должно было привести к войне между соседями, хотя они и приходились друг другу родственниками (Амедей III Савойский был женат на сестре Гига IV Маго).
Враждебные действия начала Савойя в 1140 году, в ответ на это граф Альбон в 1142 году вторгся в Грезиводан и осадил замок Монмельян. Войска Амедея III совершили внезапную контратаку, в результате которой Гиг Дофин был смертельно ранен и через три дня скончался - 28 июня.

## Семья
Жена (с 1120) — Клеменция (Маргарита) де Макон (ум. 1164), дочь пфальцграфа Бургундии Этьена I, племянница папы Каликста II. Дети:
- Гиг V д'Альбон (1130—1162), граф Альбон. Принял прозвище отца в качестве титула и называл себя дофином Вьеннским.
- Беатрис д’Альбон, замужем за Гильомом I де Пуатье, графом Валентинуа.
- Маркиза д’Альбон (ум. 1196), ок. 1150 вышла замуж за графа Оверни Гильома VII (ум. 1169). Их потомки приняли титул дофинов Оверни.